# Russula crustosa
Russula crustosa, comúnmente conocida como crusty russula, es una especie de hongo de la familia Russulaceae. Se encuentra en Asia y América del Norte.

## Taxonomía
La especie fue descrita científicamente por el micólogo estadounidense Charles Horton Peck en 1886, quien realizó las colecciones tipo en Day, Nueva York. Está clasificada en la subsección Virescentinae del género Russula. El epíteto específico crustosa significa "con corteza". Los nombres comunes de la especie incluyen "russula crustosa", "russula con acolchado verde" y "russula incrustada".

## Descripción
Los cuerpos fructíferos tienen un capuchón inicialmente convexo que se aplana con la edad, desarrollando a menudo una depresión central, y miden entre 5 y 12,5 cm de diámetro. En la madurez, la superficie seca del sombrero se rompe en manchas verdosas alrededor del margen. El margen del sombrero tiene ranuras radiales que coinciden con las laminillas de la parte inferior. Las laminillas, muy próximas entre sí, son de color blanco, crema o amarillo pálido y están unidas al tallo. El tallo, que mide entre 3 y 9 cm de largo y entre 1,2 y 2,5 cm de grosor, es de color blanco o amarillo pálido y se vuelve hueco con el tiempo. La carne es dura y compacta (cuando es joven), y blanquecina. La impresión de las esporas es de color marrón pálido, y las esporas son de forma elíptica, y algo verrugosas con algunas líneas finas de interconexión. Son hialinas (translúcidas), amiloides y miden 6-9 por 5,5-7 μm.
R. crustosa es una seta comestible que no tiene un olor característico y cuyo sabor va de suave a ligeramente acre. Otras russulas verdosas, como R. subgraminicolor, R. aeruginea y R. variata, se distinguen más fácilmente por la superficie del sombrero que no se agrieta.

### Especies similares
Russula crustosa suele confundirse con Russula virescens, una seta comestible más deseable que presenta manchas verdosas en la superficie del sombrero. Esta última especie tiene una carne que se rompe más fácilmente y una huella de esporas blanca.

## Ecología y distribución
Russula crustosa es un hongo micorrizo y se asocia con árboles de hoja ancha, en particular el roble y el nogal. Los cuerpos fructíferos crecen en el suelo en bosques mixtos de forma aislada, dispersa o en grupos. La fructificación se produce entre junio y diciembre. Se sabe que la especie de escarabajo de los hongos Tritoma angulata se alimenta de los cuerpos frutales.
En Norteamérica, esta seta es común y está muy extendida en el sureste de Estados Unidos. En Asia, Russula crustosa se encuentra en China, India Malasia y Tailandia.